# Craniiformea
Craniiformea – podtyp ramienionogów, którego przedstawiciele występują od kambru do dziś.

## Charakterystyka
Craniiformea to ramienionogi o muszli zbudowanej z węglanu wapnia, w rozwoju osobniczym nie wykazujące na żadnym etapie obecności nóżki, posiadające larwy lecytotroficzne. Układ pokarmowy z odbytem.

## Systematyka
Według obecnie przyjmowanej systematyki podtyp Craniiformea obejmuje jedną gromadę Craniata z trzema rzędami:
- Craniopsida – muszla kalcytowa; wolnożyjące (kambr–sylur);
- Craniida – muszla kalcytowa; organizmy przytwierdzające się do podłoża, skorupka brzuszna może być słabo zmineralizowana (ordowik–dziś);
- Trimerellida – muszla aragonitowa; wolnożyjące (ordowik–sylur)[1][3][4].

Według dawnej systematyki ramienionogów przedstawicieli Craniiformea zaliczano do bezzawiasowców (Inarticulata).

## Galeria

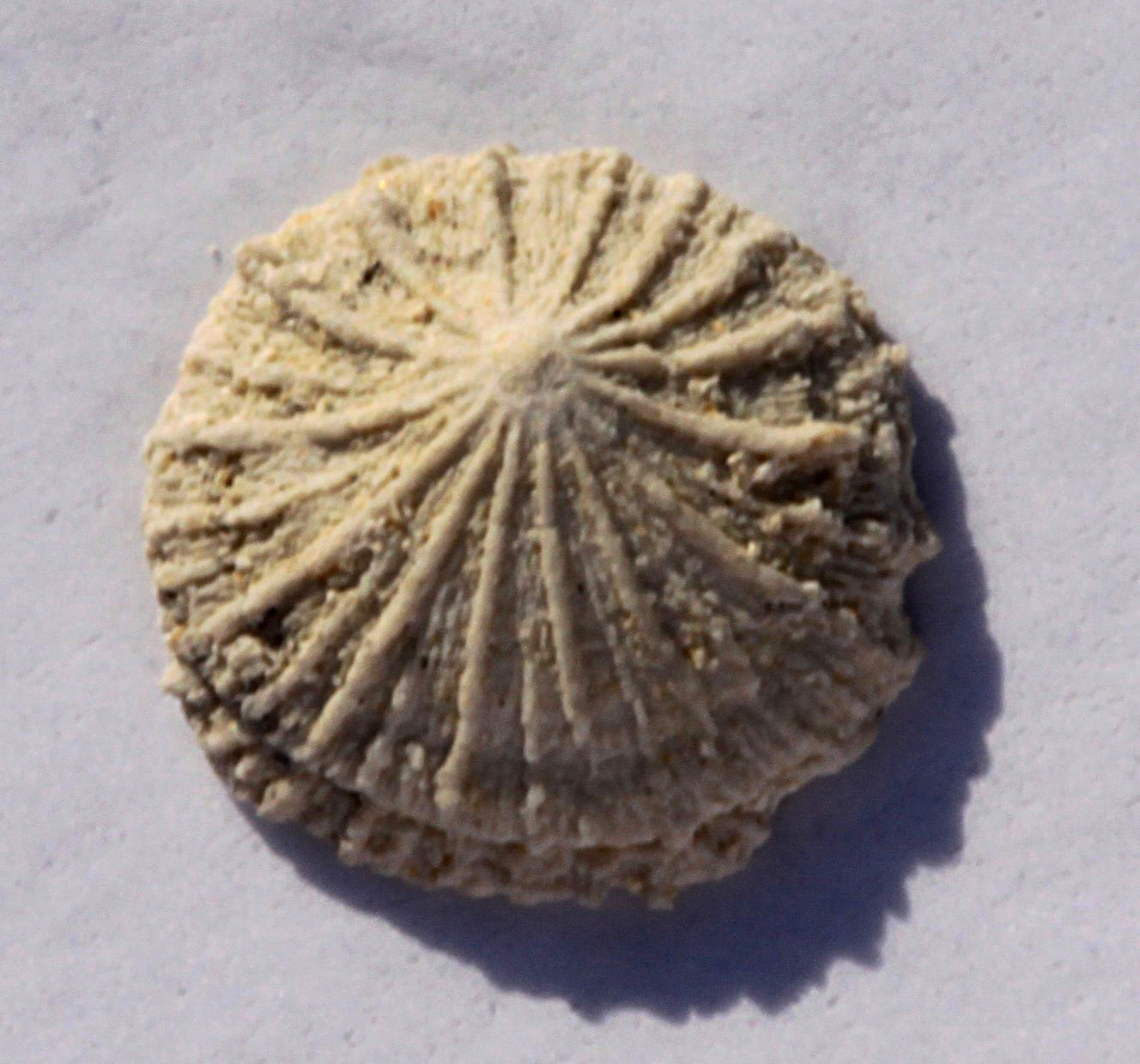
Isocrania egnabergensis (Retzius, 1781), muszla kredowego ramienionoga z okolic Maastricht, widok zewnętrzny
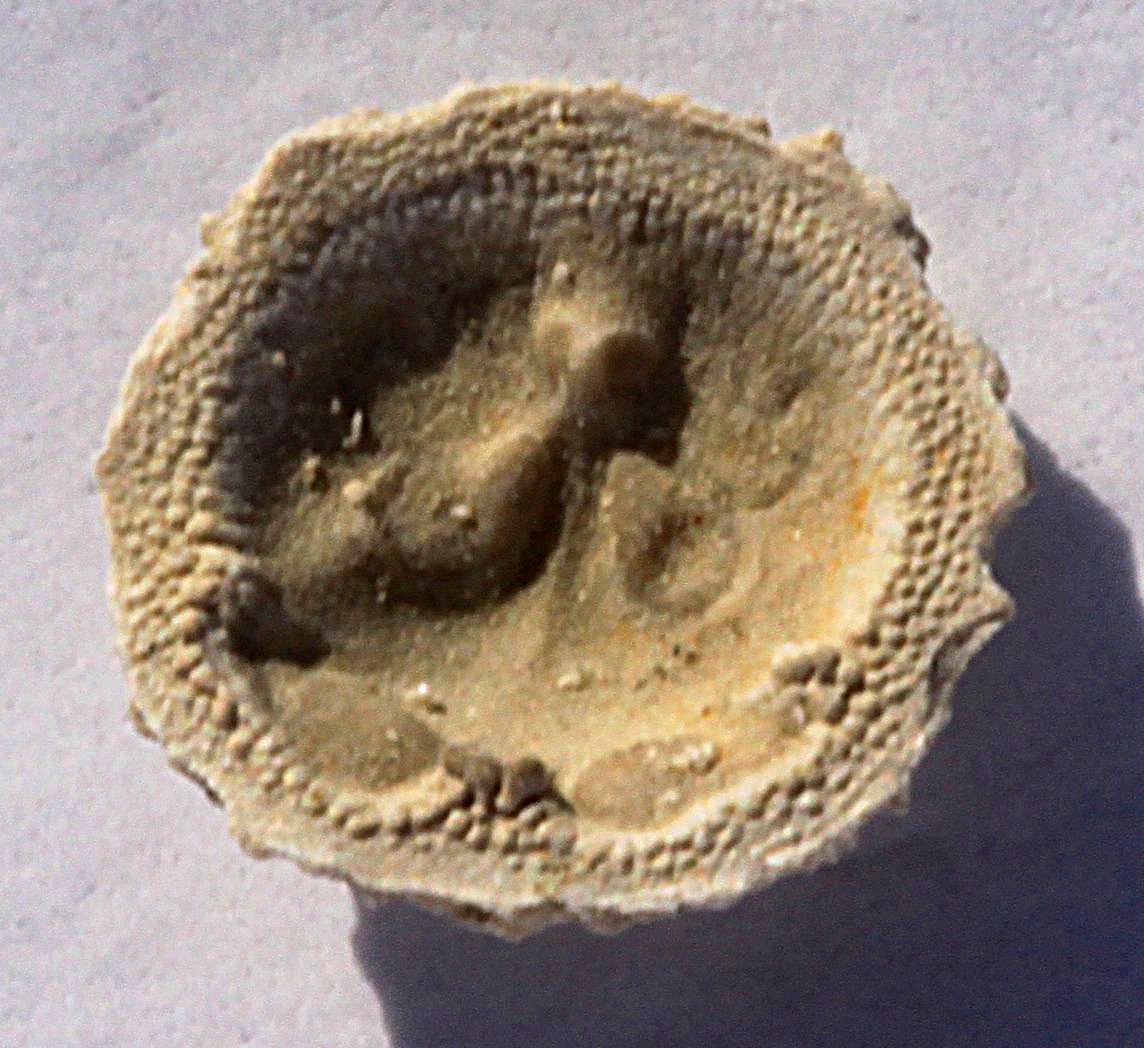
Isocrania egnabergensis, wnętrze skorupki grzbietowej (widoczne odciski mięśniowe)
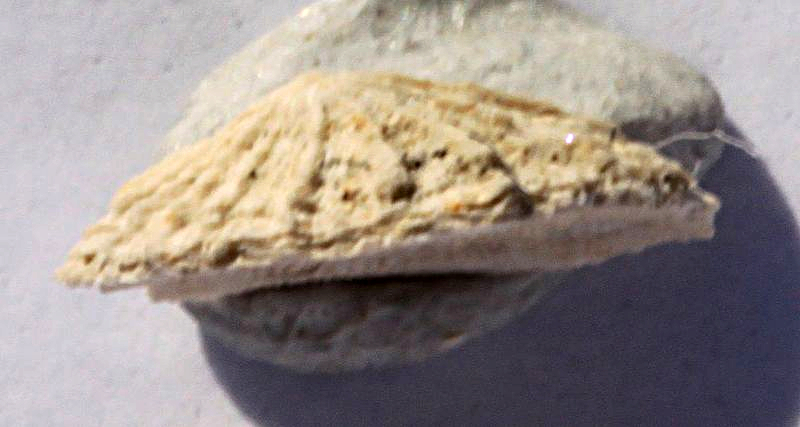
Isocrania egnabergensis, widok z boku
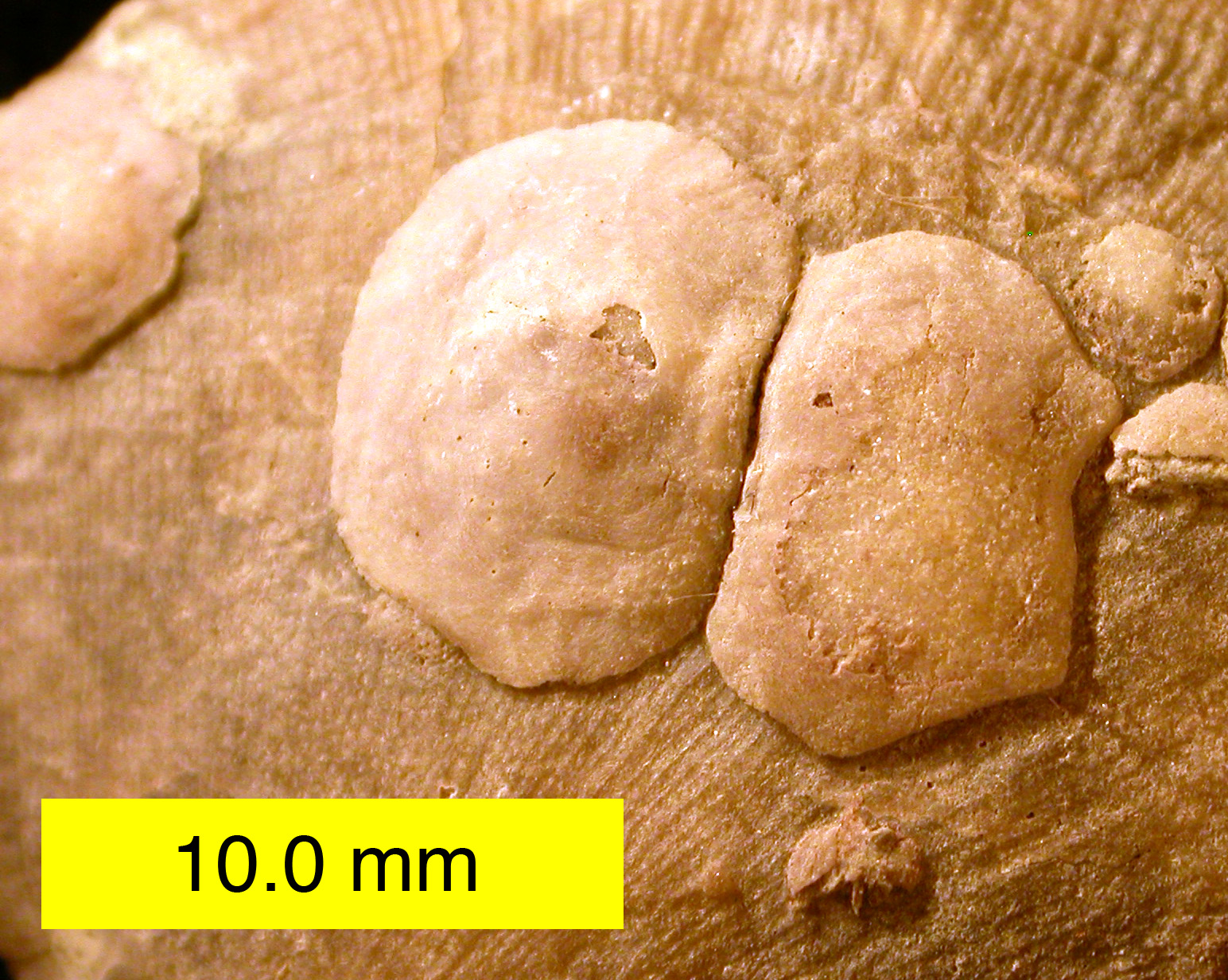
Ordowicka Petrocrania sp., dwa osobniki porastające muszlę innego ramienionoga
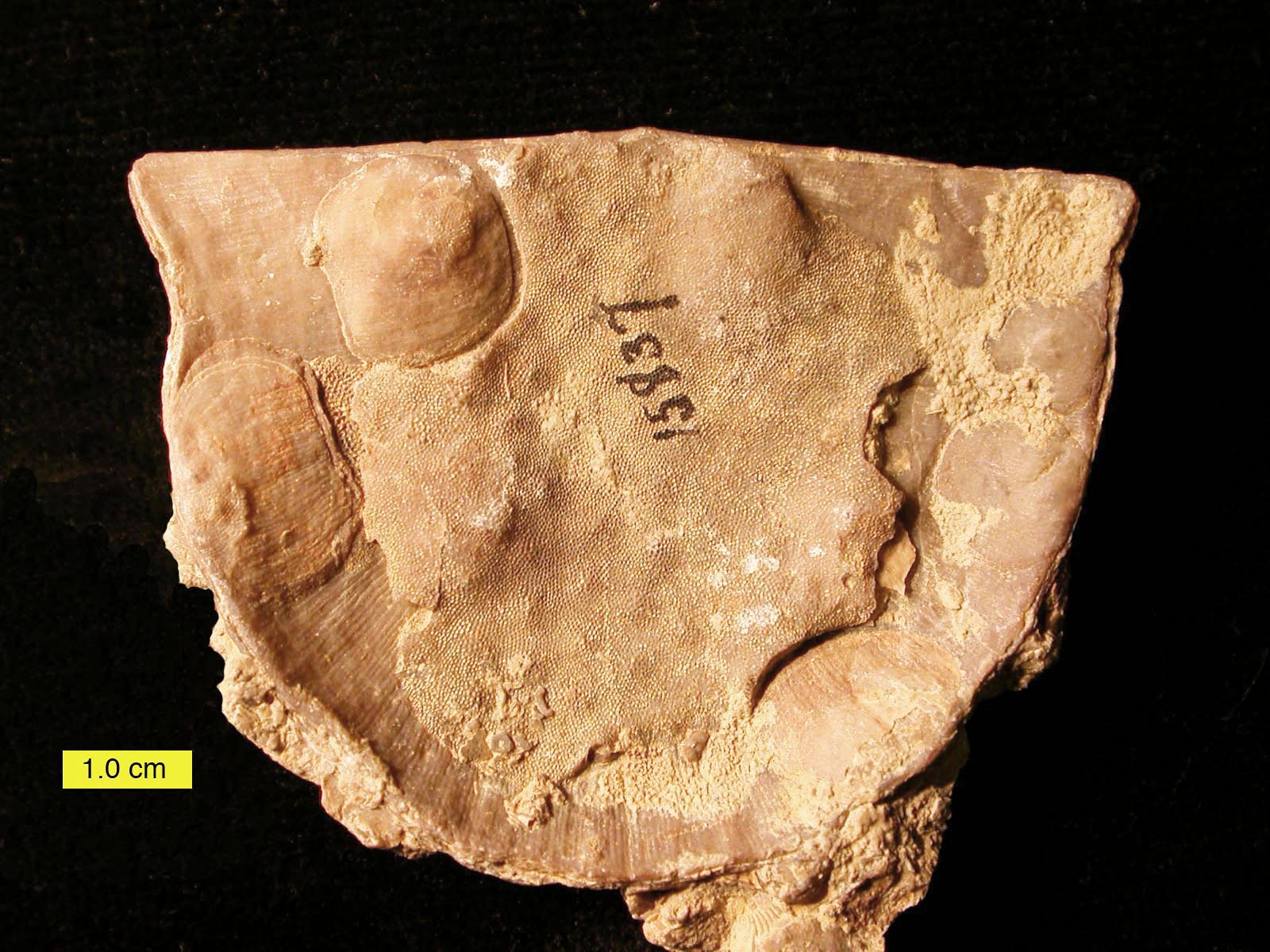
Nieoznaczone kraniidy (i mszywioły) porastające muszlę innego ramienionoga